# Genealogische Gesellschaft von Utah

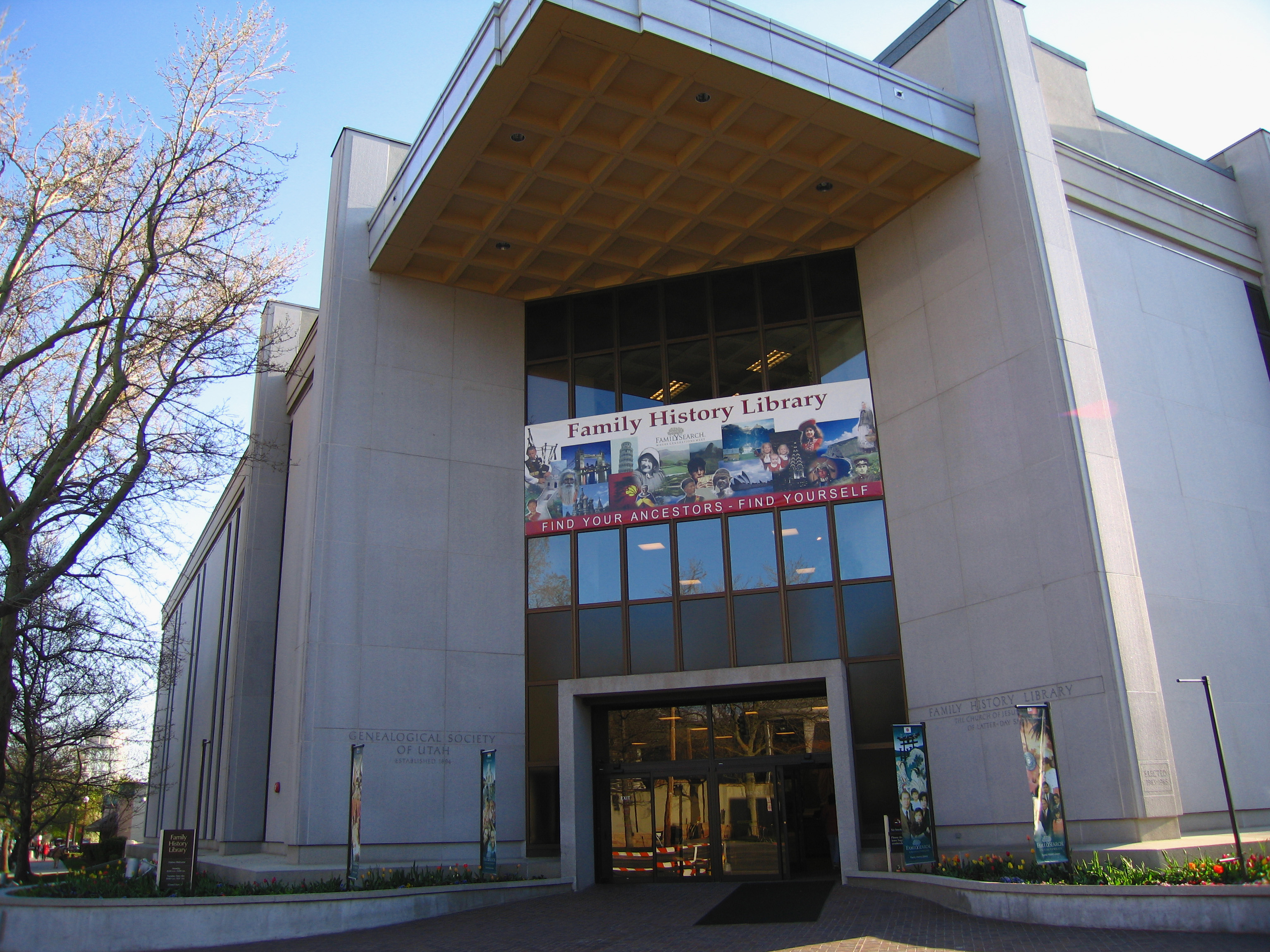

Die Genealogische Gesellschaft von Utah wurde 1894 gegründet mit dem Ziel, den Mitgliedern der Kirche Jesu Christi der Heiligen der Letzten Tage („Mormonen“) beim Zusammentragen familiengeschichtlicher Angaben zu helfen, hauptsächlich um diesen die in ihrem Glauben übliche stellvertretende Taufe und andere Zeremonien für verstorbene nichtmormonische Vorfahren zu ermöglichen. Als gemeinnützige Organisation stellt die Genealogische Gesellschaft ihre Einrichtungen und Materialien jedoch allen Familienforschern – ungeachtet ihrer Konfession – zur Verfügung. Der Hauptsitz der Organisation befindet sich in Salt Lake City.

## Geschichte
Die Gesellschaft wurde am 13. November 1894 gegründet. Grundstock waren damals etwa 300 Bücher über Familiengeschichte.
Im Jahr 1938 begann man in den USA mit der Mikroverfilmung familiengeschichtlich relevanter Originalunterlagen (wie z. B. Kirchenbücher, Zivilstandsregister, Volkszählungsunterlagen, Gerichtsakten), 1948 in Europa. Die Filme werden in einem Urkundengewölbe bei Salt Lake City in sechs klimatisierten Stollen unter 200 Meter massivem Granit aufbewahrt.

## Zahlen und Fakten
Die Anzahl der Länder, in denen verfilmt wurde, lag 2004 bei etwa 160 mit einem jährlichen Mikrofilmzuwachs von ca. 60.000 Rollen weltweit. Die Gesamtzahl der Mikrofilme wurde 2004 mit 2,3 Millionen Rollen angegeben und es liefen mehr als 250 Verfilmungs-Projekte in mehr als 45 Ländern.
Um 2016 hat die Gesellschaft das Erstellen von Mikrofilmen eingestellt. Genealogische Originaldokumente werden seither in Form von Digitalbildern erfasst, die teilweise im Internet einsehbar sind. Vorhandene Mikrofilme und -fiches werden nach und nach ebenfalls digitalisiert. Zusätzlich sind weltweit tausende Freiwillige mit der sogenannten Indexierung der Dokumente beschäftigt. Dabei wird nach festgelegten Regeln der wesentliche Inhalt der jeweiligen Quellen erfasst und in einer Datenbank abgelegt. Auf diese Weise wird es Forschern erleichtert, über eine Datenbankabfrage Personen und zugehörige Ereignisse sowie die zugehörigen Dokumente zu finden.

## Die Bibliothek der Genealogischen Gesellschaft
Die Hauptstelle der Bibliothek ist die „Family History Library“ in Salt Lake City. Dort sind nahezu alle Filme permanent verfügbar. Außerdem stehen zahlreiche Nachschlagewerke, Bücher und genealogische Zeitschriften zur Benutzung bereit.

## Genealogie-Forschungsstellen
Kopien der Mikrofilme können in jeder der weltweit etwa 3800 Genealogie-Forschungsstellen der HLT-Kirche bestellt werden.
Die ersten Zweigstellen der Hauptbibliothek wurden 1964 eingerichtet. Im Jahre 1976 gab es weltweit etwa 200 Stellen, 1982 waren es 400, nach weiteren sechs Jahren (1988) bereits 1.200, wieder sechs Jahre danach (1994) waren es etwa 2.250.
Die Auswertung der Quellen erfolgt nur vor Ort an speziellen Mikrofilm-Lesegeräten. Die Filme können nicht mit nach Hause genommen werden. Pro Monat werden insgesamt weltweit um die 100.000 Rollen bestellt.
Anzahl der Filmbestellungen in Deutschland pro Jahr:
- im Jahr 2000 = ca. 29.800
- im Jahr 2001 = ca. 32.600
- im Jahr 2002 = ca. 38.500
- im Jahr 2003 = ca. 37.600

Siehe auch: Genealogie, Mikroform